# Kalilou Traoré
Kalilou Traoré (Bamako, 9 de setembro de 1987) é um ex-futebolista profissional malinês que atuava como meia.

## Carreira
Kalilou Traoré representou o elenco da Seleção Malinesa de Futebol no Campeonato Africano das Nações de 2013.

## Títulos
Mali
- Campeonato Africano das Nações: 2013 - 2º Lugar